# 島津久永
島津 久永（しまづ ひさなが、1934年（昭和9年）3月29日 - ）は、日本の実業家。前財団法人山階鳥類研究所理事長。ソニー株式会社取締役、財団法人ソニー教育振興財団専務理事、財団法人世界自然保護基金ジャパン副会長などを歴任した。昭和天皇の第五皇女、島津貴子（清宮貴子内親王）の夫。第126代天皇徳仁および秋篠宮文仁親王の義理の叔父にあたる。

## 概要
1941年（昭和16年）　学習院初等科入学。皇太子明仁親王の学友に選ばれる。1957年（昭和32年）、学習院大学政経学部経済学科を卒業し、経済学士号を取得した。同年、日本輸出入銀行に入行する。1960年（昭和35年）3月10日に昭和天皇の第五皇女である清宮貴子内親王と結婚した。その後、妻を連れてワシントンD.C.、シドニーに駐在、後に審査部長となった。
1987年（昭和62年）、ソニーに移り、3年後には同社の取締役となり、後にソニー教育振興財団専務理事となる。2003年（平成15年）に山階鳥類研究所に移り、翌年に理事長に就任した。2015年（平成27年）6月12日をもって同理事長を退任。

## 人物
島津禎久は長男。香淳皇后の従弟でもある。また、義兄にあたる上皇の学習院時代の同級生として知られる。
父・島津久範（1894〜1944）は薩摩藩主島津忠義の七男で旧佐土原藩主家を継承、島津忠麿の婿養子となって伯爵となった。母・島津久子は子爵・高倉永則の娘。

## 略歴
- 1934年（昭和9年） - 誕生。
- 1957年（昭和32年）- 学習院大学政経学部卒業。
- 1957年（昭和32年） - 日本輸出入銀行入行。
- 1987年（昭和62年）- ソニー理事。
- 1990年（平成2年） - ソニー取締役。
- 1994年（平成6年） - ソニー顧問。
- 1994年（平成6年） - ソニー教育振興財団専務理事。
- 2000年（平成12年）- ソニー教育振興財団顧問。
- 2003年（平成15年）- 世界自然保護基金ジャパン副会長。
- 2003年（平成15年）- 山階鳥類研究所理事。
- 2004年（平成16年）- 山階鳥類研究所理事長。
- 2015年（平成27年）- 山階鳥類研究所理事長退任。